# 長崎市総合運動公園
長崎市総合運動公園（ながさきしそうごううんどうこうえん, 英語: Nagasaki Municipal General Recreation Park）は、長崎県長崎市柿泊町（かきどまりまち）にあるスポーツ施設群を有する公園。命名権により「ベネックス総合運動公園」とも称し、略称では、その地名から「かきどまり」ともいう。

## 概要
2024年4月より諫早市に本社を置く株式会社日本ベネックスが命名権を取得し施設愛称を「ベネックス総合運動公園」とした。
施設は長崎市が所有し、2012年（平成24年）4月現在、株式会社長崎消毒社が指定管理者として運営管理を行っている。
（ ）は面積を表す。
- 陸上競技場（40,000㎡、うちフィールドは21,200㎡）
- 補助競技場（24,000㎡、うちフィールドは15,400㎡）
- 投てき練習場（11,000㎡）
- 野球場
- 庭球場（39,000㎡）
- 運動公園（33,000㎡）
- 多目的広場（15,000㎡）
- ちびっこ広場（15,000㎡）
- クロスカントリーコース

休館日
12月29日から1月3日まで。
駐車台数
800台（第1駐車場400台、第2駐車場150台、第3駐車場250台）

## 歴史
2003年（平成15年）開催の長崎ゆめ総体競技会場のために造成されたもので、1998年（平成10年）6月1日に供用を開始。長崎ゆめ総体において、陸上競技場は同大会のメイン会場として総合開会式と陸上競技大会が行われた。

## 施設

### 陸上競技場
- 日本陸上競技連盟第2種公認で400mトラックが9レーンある。
- フィールド中央部分はサッカーやラグビーの競技大会が開催できるように、天然芝となっている。
- 照明設備（2012年12月使用開始）
- 鉄筋コンクリート造4階建てのメインスタンドを備え、5,770名を収容できる。内部（1階部分）には会議室、放送設備、50ｍ室内走路3レーンがある。バック・コーナースタンドは芝生席となっており、スタンド全体での収容人員は約16000名。電光掲示板があり、バックスタンド中央に掲揚ポールが3本設置されている。
- 三菱重工長崎サッカー部（九州サッカーリーグ所属）のホームゲーム会場の一つである。また、ジャパンラグビートップリーグ→ジャパンラグビーリーグワンの公式戦が開催されている。主に三菱重工相模原ダイナボアーズのホストゲームが開催されている。
- V・ファーレン長崎は、日本プロサッカーリーグ（Jリーグ）に加盟する以前よりホームゲームを開催しており、2013年のJリーグ加盟後も年間1、2試合のJ2リーグ戦を開催していたが、2015年からは長崎県立総合運動公園陸上競技場に開催地を集約するため、かきどまりでの開催は行わないことになった。

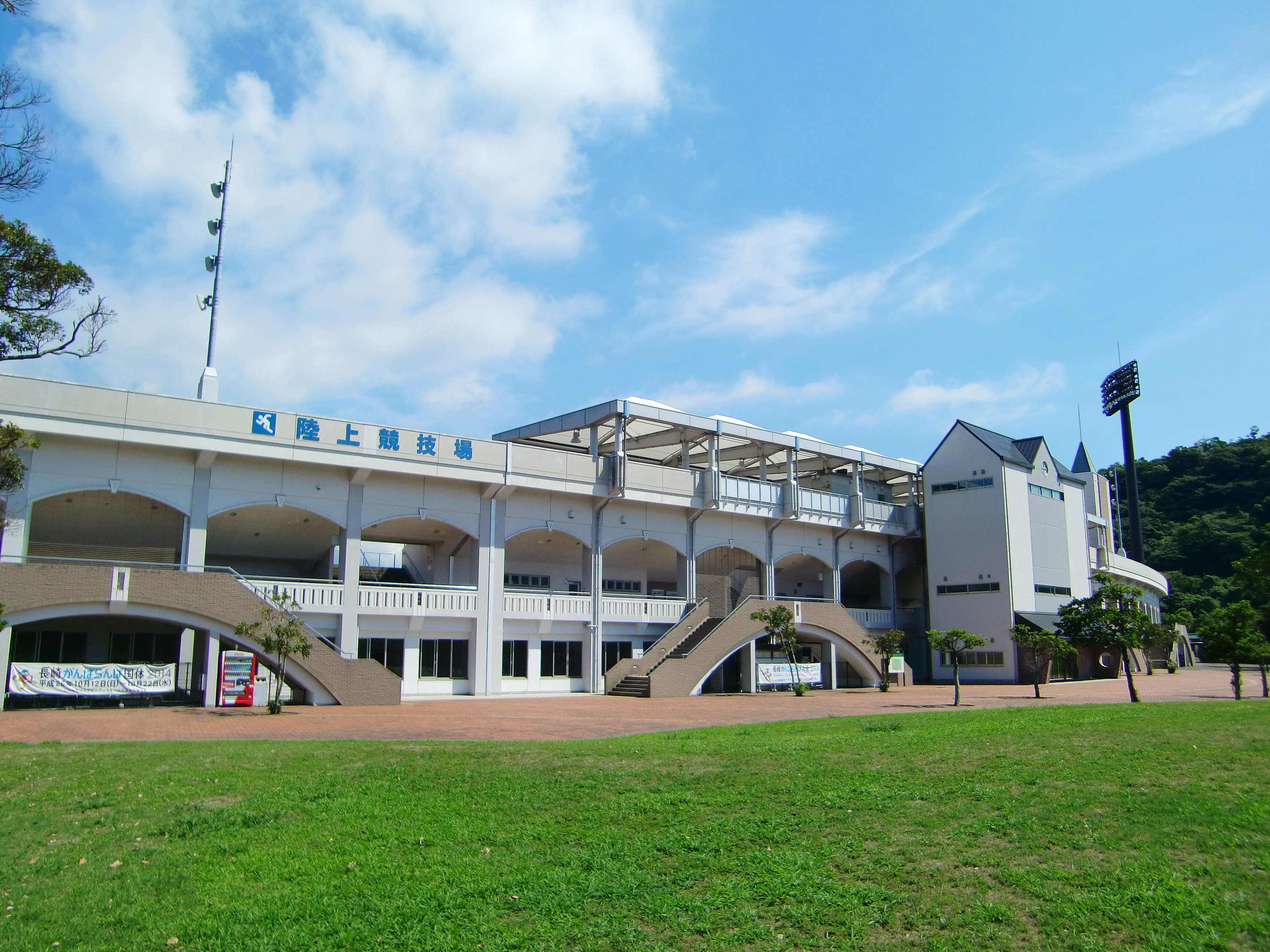
陸上競技場外観
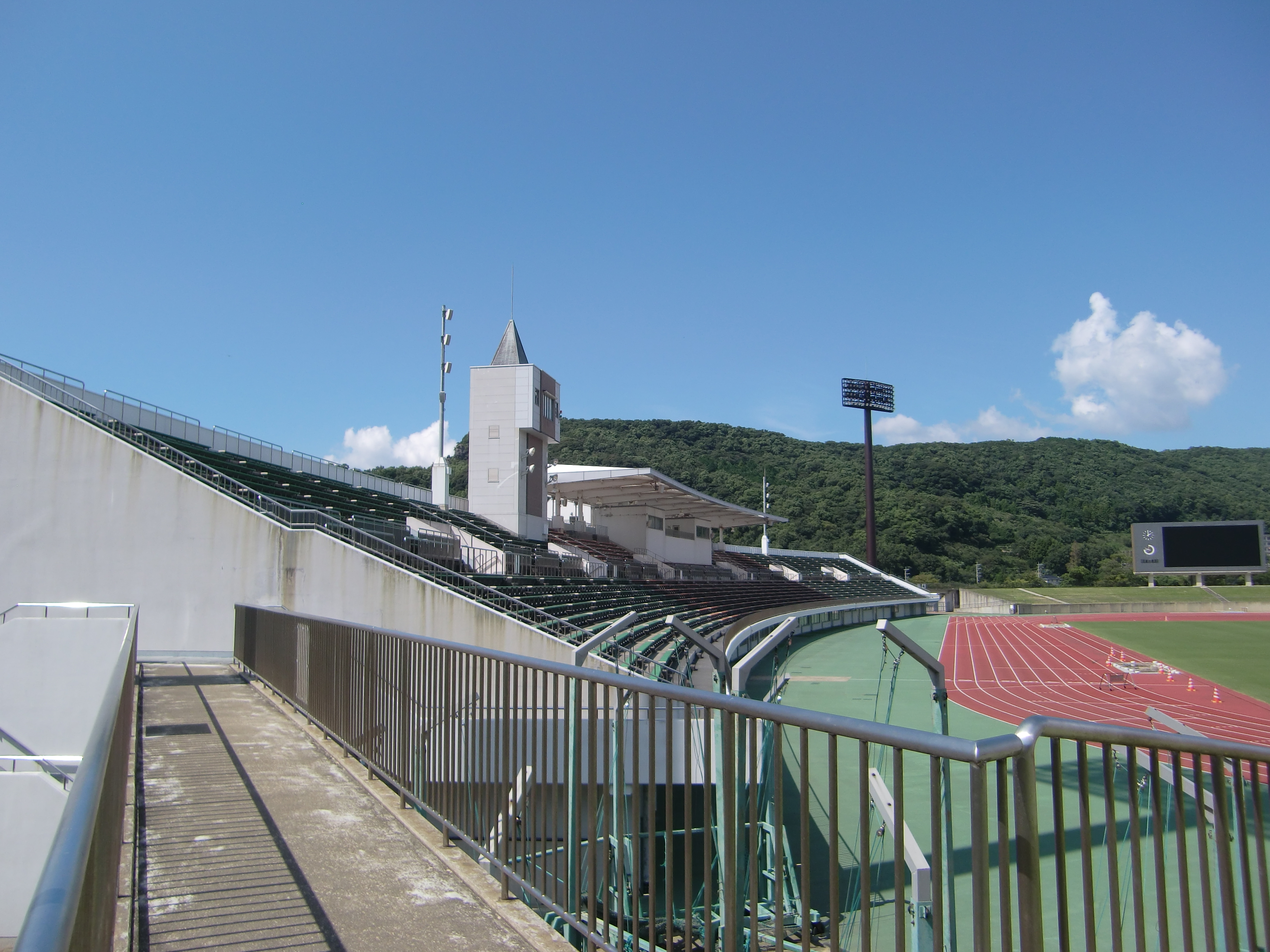
陸上競技場メインスタンド
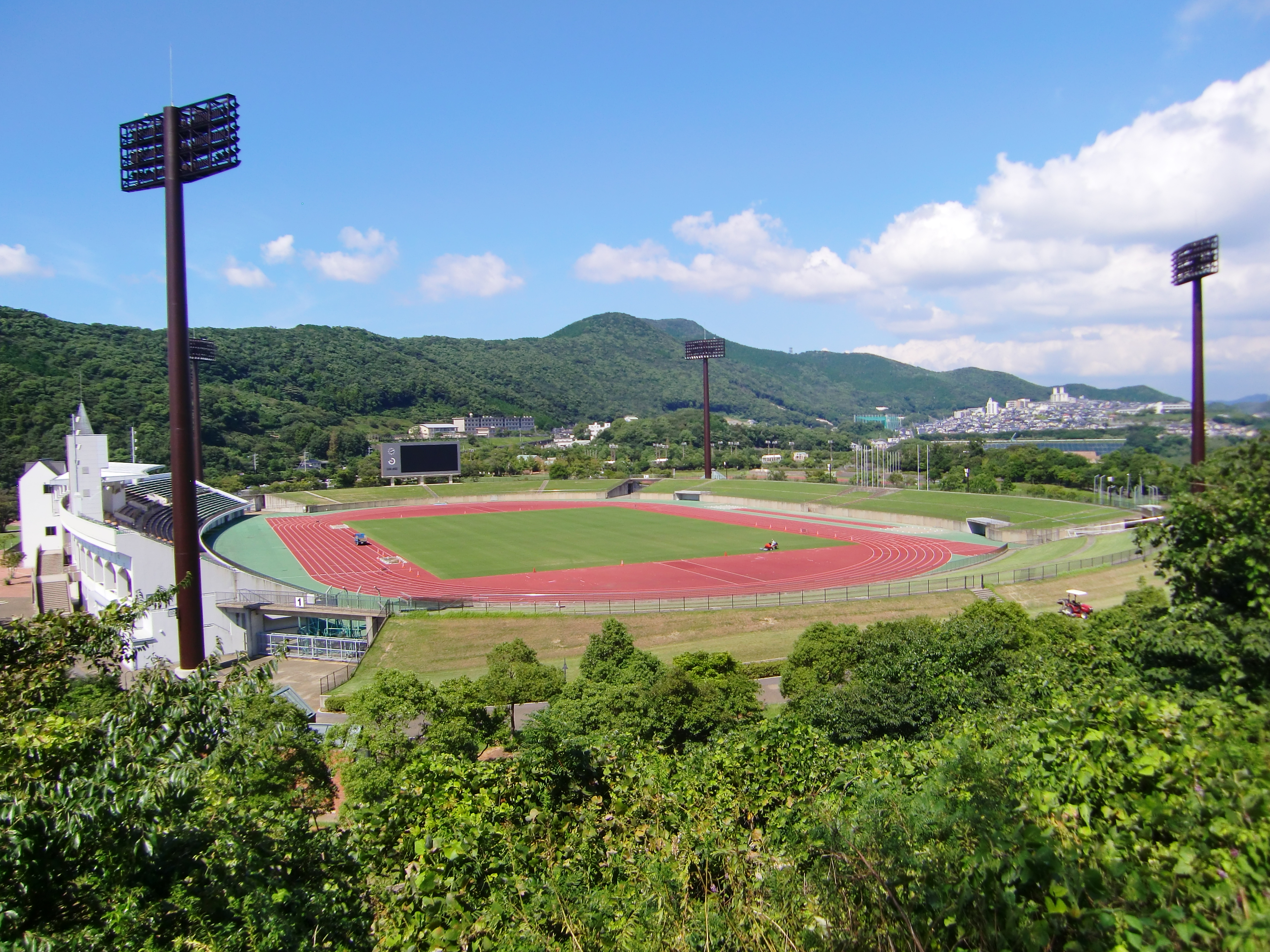
陸上競技場全景

### 補助競技場
- 400mトラックが8レーンある。
- 中央部分が天然芝になっており、サッカー・ラグビー競技を行うことができる。
- 収容人員は2,000名。

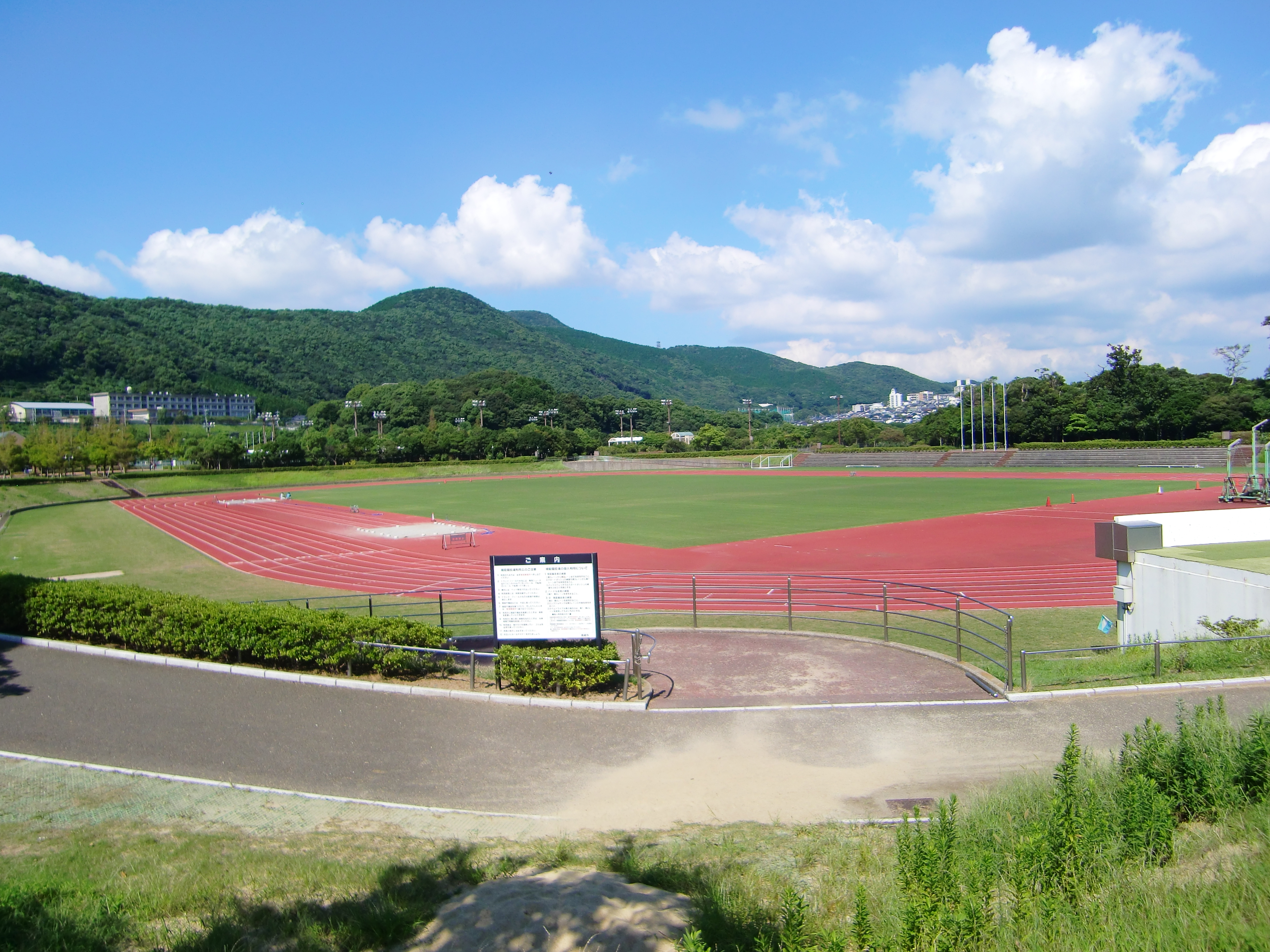
補助競技場

### 野球場

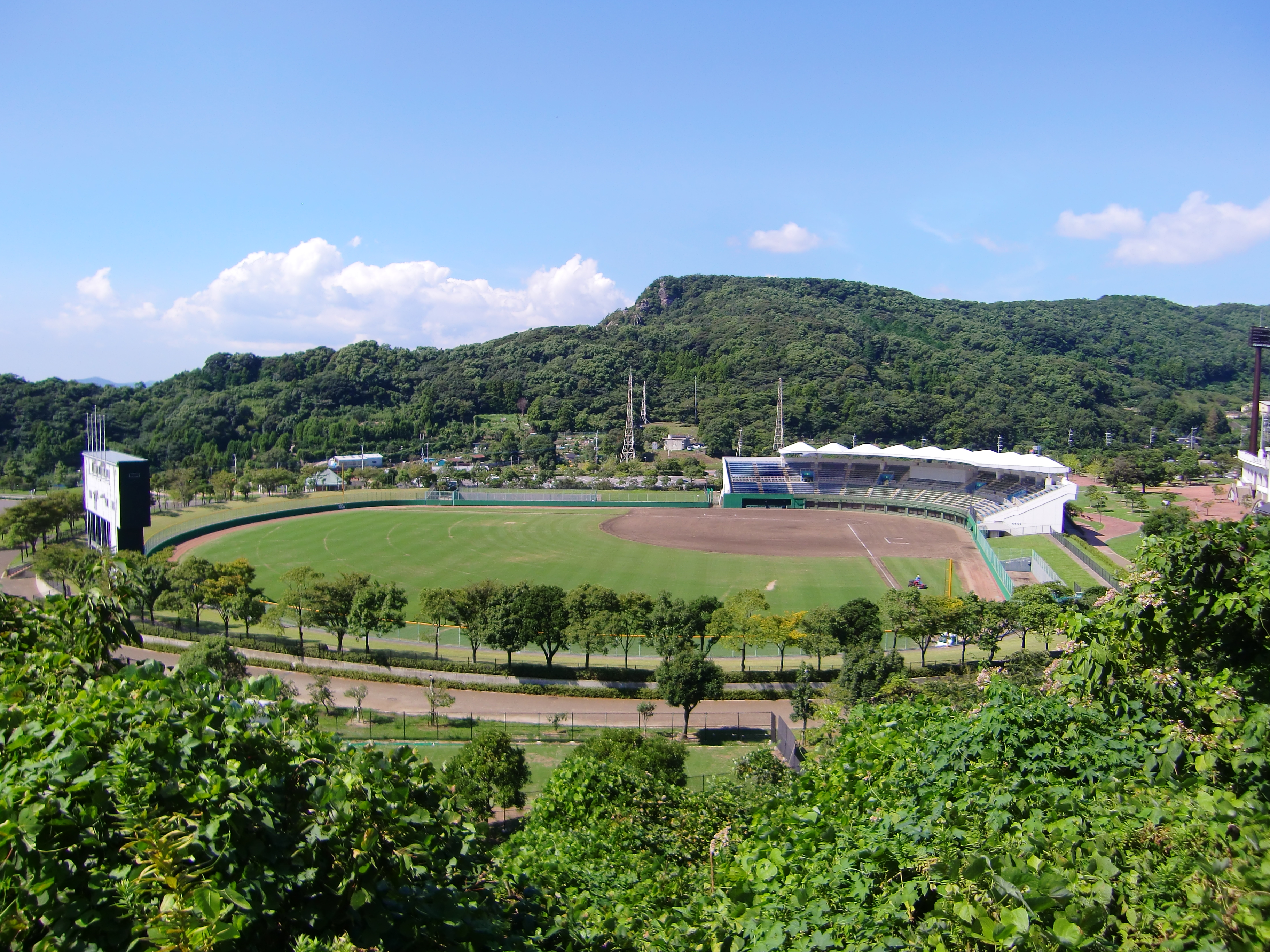
野球場全景

## 施設改修計画について
V・ファーレン長崎が将来Jリーグ ディビジョン2（J2）に昇格した場合、2013年までの改修を予定している長崎県立総合運動公園陸上競技場の代替地として、Jリーグが定めるJ2基準のスタジアム改修（1万人以上収容の座席保有のスタンド、照明塔他必須）を管理者である長崎市に要望していた。
V・ファーレン、長崎市陸上競技連盟、長崎県ラグビーフットボール連盟の合同により長崎市内外で改修についての署名活動をおこなった。署名活動については2009年11月30日で一旦終了し、2010年2月中旬ごろ今回の署名で集めた6万6000人以上の署名簿をV・ファーレン、長崎市陸上競技連盟、長崎県ラグビーフットボール連盟の合同(長崎市かきどまり陸上競技場の改修を実現するの会)によって長崎市長と同市議会議長に提出、正式に請願し、その結果2010年度の長崎市一般会計の予算として約5100万円の実施設計費が計上(ただし2014長崎がんばらば国体の整備予算として)され、2010年3月の長崎市議会本会議において正式に決まった。
なおV・ファーレンが2010年6月30日に再申請のJリーグ入会予備審査の際、Jリーグ経営諮問委員会でいつ、Jリーグが定めるJ2リーグ基準のスタジアム改修が実現できるのかについて再度指摘を受けることが想定された。V・ファーレンがJ2入会を正式に認められた場合、改修が間に合うのかどうか、今後の動きに注目されたが、2010年9月、JリーグからV・ファーレンに対し「スタジアムの整備問題と財務問題が解決していない」として正審査を受けてもらう状況でないと指摘され、事実上2011年のJ2入りはお預けとなった。
その後2011年5月に、第69回国民体育大会（長崎がんばらんば国体）に向けた改修工事を行い、その中でJ2の開催基準に適合するための工事に着手。まずその手始めとして同年9月まで芝生の張替えを行った。更にスタンドの改修、電光掲示板の取替え、夜間照明設備設置工事などを行うとしていたが、同年3月11日発生の東日本大震災による国庫補助金の助成が削減されたため、事実上J2規格の改修が出来なくなった。ただし照明塔、電光掲示板などの取替え工事は予定通り行う見通し。その後、長崎市議会9月本会議にて、改修予算の減額が承認された。
長崎がんばらんば国体ではラグビーとテニス、第14回全国障害者スポーツ大会（長崎がんばらんば大会）ではフライングディスクの会場として使用された。

## 柿泊遺跡
運動公園のある場所は、旧石器時代から縄文時代にかけて人々の生活していた痕跡が確認されている。運動公園は沿岸からやや離れた山間部にあり、長崎市内で内陸かつ高地にて遺跡が発掘された事例は柿泊遺跡が初となる。

## 交通アクセス
公共交通機関でアクセスする場合、長崎バスの長崎駅前から（の場合）3番系統「長崎市運動公園前」・「相川」行き、または番号なしの春木町経由「長崎市運動公園前」・「相川」行きの路線バスに乗車して、長崎市運動公園前バス停にて下車する。定期便の数は1時間1〜3本と少なく、大きな大会が行われる際には長崎バスが臨時バスの運行などの対応を行う。
また、市道小江原春木町線から分岐し、城山台 - 小江町間の運動公園トンネルを経由し、運動公園に直結する道路（市道柿泊町城山台1号線）が整備されている。小江原春木町線は小江原地区から市内中心部までの所要時間を短縮する道路であり、柿泊町城山台1号線と小江原春木町線を経由するルートが市内への最短ルートとなる。